# Liste der Kulturdenkmäler in Matzenbach
In der Liste der Kulturdenkmäler in Matzenbach sind alle Kulturdenkmäler der rheinland-pfälzischen Ortsgemeinde Matzenbach einschließlich der Ortsteile Eisenbach und Gimsbach aufgeführt. Grundlage ist die Denkmalliste des Landes Rheinland-Pfalz (Stand: 6. September 2022).

## Einzeldenkmäler
| Bezeichnung            | Lage                                                     | Baujahr                              | Beschreibung | Bild |
| ---------------------- | -------------------------------------------------------- | ------------------------------------ | --- | ---- |
| Wohnhaus               | Gimsbach, Glanstraße 17 Lage                             | 1856                                 | Wohnteil einer Zeile, Massivbau, bezeichnet 1856 | BW   |
| Hofanlage              | Gimsbach, Glanstraße 25 Lage                             | zweite Hälfte des 19. Jahrhunderts   | Winkelhof, zweite Hälfte des 19. Jahrhunderts; eingeschossiges sandsteingegliedertes Wohnhaus, sandsteingegliederte Ökonomie                                     | BW   |
| Quereinhaus            | Gimsbach, Glanstraße 26 Lage                             | 1776                                 | Quereinhaus mit Krüppelwalmdach, bezeichnet 1776, Umbau 1830, Stallteil nach 1928, rechtwinklig anschließend ehemaliges Gasthaus, Obstgarten; straßenbildprägend | BW   |
| Protestantische Kirche | Gimsbach, Neunkircher Straße 9 Lage                      | 1747                                 | barocker Saalbau mit Dachreiter, bezeichnet 1747; mit Ausstattung                                                                                                | BW   |
| Schreckmühle           | Gimsbach, östlich des Ortes (Neunkircher Straße 22) Lage | 1714                                 | ehemalige Mühle; U-förmige Anlage, 1714 gegründet; eingeschossiges Wohn- und Mühlengebäude, 1826, Ökonomiebauten 1853 und 1887                                   | BW   |
| Kindergarten           | Matzenbach, Eisenbacher Straße 2 Lage                    | letztes Viertel des 19. Jahrhunderts | ehemalige Schule; sandsteingegliederter Putzbau mit Dachreiter, letztes Viertel des 19. Jahrhunderts; rückwärtig Scheune                                         | BW   |
| Waschtreppe            | Matzenbach, Eisenbachstraße, bei Nr. 2 Lage              |                                      | Waschtreppe, 13 Sandsteinstufen | BW   |
| Quereinhaus            | Matzenbach, Fockenberger Straße 6 Lage                   | 1774                                 | Quereinhaus, bezeichnet 1774; Hausbrunnen, Räucherkammer, Backofen im Wirtschaftsgebäude von 1912                                                                | BW   |
| Getreidemühle          | Matzenbach, Moorstraße 9 Lage                            | 1835                                 | ehemalige Getreidemühle; zehnachsiger Krüppelwalmdachbau, bezeichnet 1835; Wohnhaus 1921, Architekt Bruno Seyfarth, Kaiserslautern; ortsbildprägend              | BW   |

## Ehemalige Kulturdenkmäler
| Bezeichnung | Lage                                  | Baujahr | Beschreibung                                                                            | Bild |
| ----------- | ------------------------------------- | ------- | --------------------------------------------------------------------------------------- | ---- |
| Quereinhaus | Eisenbach, Eisenbacher Straße 19 Lage | 1801    | eingeschossiges Quereinhaus, bezeichnet 1801; abgebrochen und aus Denkmalliste gelöscht | BW   |